# ステンドグラスと鳥たち
『ステンドグラスと鳥たち』（ステンドグラスととりたち、フランス語: Un vitrail et des oiseaux）は、オリヴィエ・メシアンが1987年に作曲したピアノ独奏と小オーケストラのための楽曲。演奏時間は約10分。

## 作曲の経緯
アンサンブル・アンテルコンタンポランが演奏するための曲をピエール・ブーレーズから依頼されたのに答えて作曲された。ブーレーズから最初に話があったのはオペラ『アッシジの聖フランチェスコ』初演から間もない1984年1月であったが、曲の構想がまとまらず、すっかり自信を失ったメシアンは1985年秋には契約破棄をブーレーズに打診するほどだった。メシアンが自信を取りもどして実際の作曲を進めたのは1987年になってからだった。
曲は1988年11月26日、パリのシャンゼリゼ劇場において、ピエール・ブーレーズ指揮のアンサンブル・アンテルコンタンポランとイヴォンヌ・ロリオのピアノによって初演された。この演奏会はメシアンの生誕80年を記念するもので、ほかに『7つの俳諧』・『天の都市の色彩』・『異国の鳥たち』が演奏された。

## 楽器編成
フルート3、アルトフルート、オーボエ3、コーラングレ、小クラリネット、クラリネット3、バスクラリネット、ファゴット3、トランペット、独奏ピアノ、鍵盤打楽器3（シロフォン、シロリンバ、マリンバ）、打楽器5（1:チューブラーベル、2:トライアングル、3:ウッドブロックと木魚6、4:小シンバルとサスペンデッドシンバル、5:タムタム2）。

## 構成
鍵盤打楽器によるサヨナキドリが短い序奏を奏でる。
トランペットとチューブラーベルが非常にゆっくりしたコラールを演奏し、ついで鳥の歌（鍵盤打楽器によるズアオアトリと木管楽器によるズグロムシクイ）、ピアノ・フルート・クラリネットによるカデンツァが順に出現する。以上のひとまとまりが3回くり返されるが、カデンツァのフルートとクラリネットの本数は1回めは1本、2回めは2本、3回めは3本と増えていき、長さも複雑さも増していく。カデンツァはピアノがニワムシクイ、フルートがクロウタドリ・ズグロムシクイ・ニワムシクイ、クラリネットがニワムシクイ・シラヒゲムシクイ・ヨーロッパコマドリの歌を演奏する。カデンツァの各演奏者は指揮者の指示によって入り、他の演奏者とテンポを揃えずに自由に演奏する。この技法は『アッシジの聖フランチェスコ』で導入され、『彼方の閃光…』でも使われた。
鍵盤打楽器によるサヨナキドリの長い歌に続いて、コラールが全楽器によって再び出現し、輝かしく終わる。